# Вайль, Вольфганг
Вольфганг Вайль (нем. Wolfgang Weil; 23 ноября 1912, Клостернойбург — 1945, Хорватия) — австрийский и немецкий шахматист.

## Биография
В 1930-е годы был одним из многообещающих молодых шахматистов Австрии. Представлял сборную Австрии на неофициальной шахматной олимпиаде в 1936 году и в индивидуальном зачете завоевал золотую медаль. 
В 1937 году в тематическом турнире в Вена занял второе место за Паулем Кересом. После аншлюса Австрии в 1938 году принял участие в чемпионате Германии по шахматам, в котором поделил 15-е — 16-е место. В 1939 году победил в чемпионате Венского шахматного клуба «Hietzinger» и занял третье место на городском чемпионате Вены по шахматам.
Во время Второй мировой войны служил в Вермахте. Зимой 1945 года в Хорватии погиб в бою от ранения осколком гранаты.